# Karim Ansarifard
Karim Ansarifard (anhörenⓘ; persisch کریم انصاری‌فرد; * 3. April 1990 in Ardabil, Iran) ist ein iranischer Fußballspieler, der zuletzt bei Aris Thessaloniki unter Vertrag stand.

## Herkunft
Ansarifard wurde in der nordiranischen Stadt Ardabil geboren. Er hat drei Brüder und eine Schwester und studierte Sport auf Lehramt an der Islamischen Azad-Universität von Teheran.

## Karriere

### Vereine
Ansarifard begann seine Karriere in seiner Heimatstadt Ardabil beim dortigen Verein Zob Ahan Ardabil. Während eines Trainingscamps des iranischen Erstligisten Saipa Teheran wurde er vom damaligen Trainer Ali Daei entdeckt und nach einem Probetraining verpflichtet. Nach durchweg starken Auftritten galt Ansarifard als hoffnungsvolles Talent und spielte sich in den Fokus europäischer Vereine wie Borussia Dortmund und Steaua Bukarest. Gleichwohl blieb er dem Verein treu und wurde in der Saison 2011/2012 mit 21 Treffern Torschützenkönig der iranischen ersten Liga.
In der folgenden Saison wechselte Ansarifard zum Lokalrivalen Persepolis Teheran. Dort konnte er zwar in mehreren Liga- und Pokalspielen treffen, darunter zwei Hattricks. Jedoch überwarf er sich mit dem Trainer, seinem Entdecker Ali Daei, weshalb er zur Saison 2013/14 an Tractor Sazi Täbris ausgeliehen wurde. Dort entwickelte er sich zu einem festen Bestandteil der Mannschaft und gewann mit seinem Team den Hazfi Cup 2013/14. Fest verpflichten konnte der Verein ihn jedoch nicht, da in seinem Vertrag eine Klausel enthalten war, die ihm erlaubte, im Falle des Angebots durch einen europäischen Club den Verein zu verlassen. Dies geschah und somit wechselte Ansarifard im Sommer 2014 zu CA Osasuna in die spanische Segunda División. Dort debütierte er bei der 0:2-Niederlage gegen Racing Santander am 4. Oktober 2014. Bereits im folgenden Jahr wechselte er, ohne ein Tor für Osasuna geschossen zu haben, nach Griechenland zu Panionios Athen. Dort erzielte er beim 5:1-Auswärtssieg gegen Panetolikos am 3. Oktober 2015 in der 83. Spielminute sein erstes Tor für den neuen Arbeitgeber. Im Januar 2017 wechselte Ansarifard zum griechischen Meister Olympiakos Piräus. Die Ablösesumme soll bei 400.000 Euro gelegen haben. Trotz 18 Treffern in 34 Ligaspielen und vier weiteren Treffern in Pokal und Europa League verließ Ansarifard Piräus im Sommer 2018 und war bis November 2018 vereinslos, nachdem er mit Piräus 2017 noch griechischer Meister geworden war. Dann schloss er sich dem englischen Zweitligist Nottingham Forest an. Durchsetzen konnte er sich dort jedoch nicht und kam in zwölf, zumeist kurzen Einsätzen nur zu zwei Treffern. So wechselte er im Sommer 2019 nach Katar zu al-Sailiya. Bereits ein Jahr später wechselte er zu AEK Athen.
Am 30. August 2022 unterschrieb Ansarifard einen Zweijahresvertrag mit der Option auf ein weiteres Jahr bei Omonia Nikosia aus der zyprischen First Division. Im Januar 2024 schloss er sich Aris Thessaloniki an, blieb dort aber nur für ein halbes Jahr, in dem zwölf Spiele absolvierte. Seitdem ist er vereinslos.

### Nationalmannschaft
Ansarifard wurde erstmals 2005 zur iranischen U-17-Nationalmannschaft eingeladen. Bei der U-17-Asienmeisterschaft 2006, bei der der Iran im Viertelfinale am späteren Titelgewinner Japan scheiterte, stand er im Aufgebot seines Landes. Nach Spielen für die U-21 und die U-23 des Iran debütierte Ansarifard am 10. Oktober 2009 im Spiel gegen Island, als er in der 40. Spielminute für Farhad Majidi eingewechselt wurde. Im selben Spiel erzielte Ansarifard in der 59. Spielminute gleichzeitig sein erstes Länderspieltor zum 1:0-Endstand. Mit seinem Tor gegen Nordkorea bei der Asienmeisterschaft 2011 wurde er zum jüngsten Torschützen einer iranischen Auswahl bei den Asienmeisterschaften.
Ansarifard gehörte bei der Fußball-Weltmeisterschaft 2014 zum Aufgebot des Iran. Er bestritt sein erstes und einziges Spiel gegen Bosnien-Herzegowina, als er in der 68. Spielminute für Ashkan Dejagah eingewechselt wurde, schied mit dem Iran aber als Letzter der Gruppe F aus. Bei der Asienmeisterschaft 2015, bei der der Iran im Viertelfinale am Irak scheiterte, stand Ansarifard ohne Einsatz im Kader.
2018 gehörte er bei der Weltmeisterschaft 2018 erneut in das iranische Aufgebot. Nachdem er in den ersten beiden Gruppenspielen gegen Marokko und Spanien noch in der Startelf gestanden hatte, wurde er im letzten Gruppenspiel, dem 1:1 gegen Europameister Portugal, in der 76. Spielminute eingewechselt und verwandelte in der Nachspielzeit einen Handelfmeter zum Ausgleichstreffer. Trotz dieses Punktes und des Sieges gegen Marokko scheiterte das Team als Gruppendritter knapp am Achtelfinaleinzug.

## Erfolge und Titel
Olympiakos Piräus
- Griechischer Meister 2017